# Colonia de la Cruz, Guanajuato
Colonia de la Cruz är en ort i Mexiko.   Den ligger i kommunen Jaral del Progreso och delstaten Guanajuato, i den centrala delen av landet, 220 km nordväst om huvudstaden Mexico City. Colonia de la Cruz ligger 1 740 meter över havet och antalet invånare är 281.
Terrängen runt Colonia de la Cruz är varierad. Runt Colonia de la Cruz är det ganska tätbefolkat, med 172 invånare per kvadratkilometer. Närmaste större samhälle är Valle de Santiago, 19,1 km väster om Colonia de la Cruz. Trakten runt Colonia de la Cruz består till största delen av jordbruksmark.